# Claire Gibault

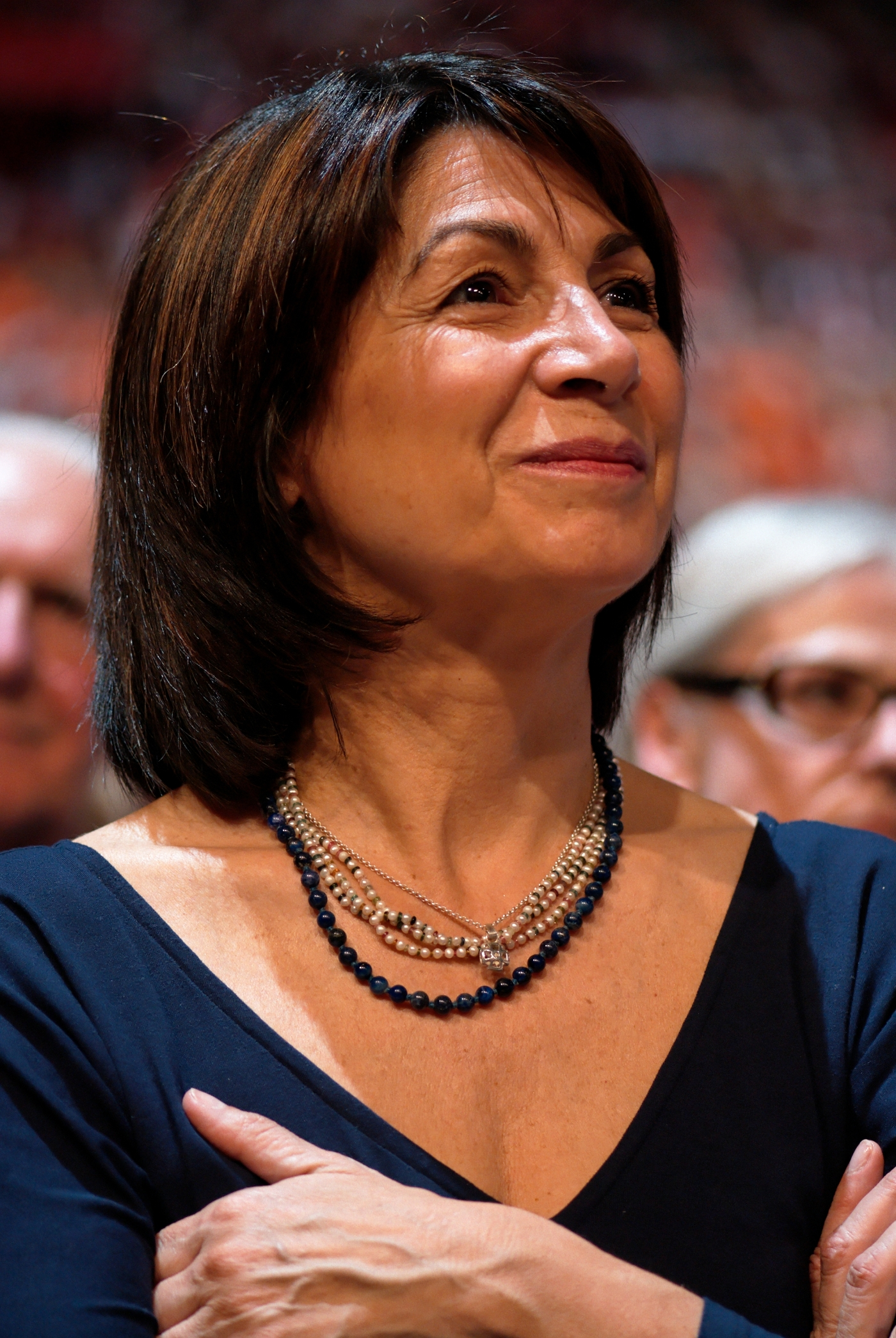
Claire Gibault, 2007

Claire Gibault (* 31. Oktober 1945 in Le Mans) ist eine französische Dirigentin und Politikerin. Sie gehörte als Mitglied der UDF von 2004 bis 2009 dem Europäischen Parlament an.

## Leben
Gibault lernte zunächst Geige und studierte dann am Pariser Konservatorium. Sie schloss 1968 mit einem Premier Prix in Harmonie, Fuge, Kontrapunkt, Musikästhetik und -geschichte sowie 1969 mit einem Premier Prix in Orchesterdirigieren ab.
Als Dirigentin leitete sie verschiedene Orchester weltweit, darunter die Berliner Philharmoniker (1997). Von 1991 bis 1998 war sie an der Opéra National de Lyon tätig. Als erste Frau dirigierte sie 1995 das Orchester der Mailänder Scala. Sie fungierte als Assistentin Claudio Abbados am Royal Opera House in London, an der Mailänder Scala und der Wiener Staatsoper. Von 2000 bis 2002 war sie musikalische Leiterin der Fondazione Musica Per Roma. Gibault dirigierte die Uraufführungen von Fabio Vacchis Opern Les oiseaux de passage (1998) und Il letto della storia (2003). 2005 dirigierte sie die Einspielung von Vacchis Musik zu Patrice Chéreaus Film Gabrielle – Liebe meines Lebens. Seit 2011 leitet sie das von ihr gegründete Paris Mozart Orchestra. Als Gastdirigentin musizierte sie aber auch z. B. mit dem Hallé-Orchester in Manchester, dem Royal Scottish National Orchestra oder dem Royal Philharmonic Orchestra London, mit dem sie Werke von Beethoven und Schubert aufnahm.
Gibault hat La Maestra, einen internationalen Wettbewerb für Dirigentinnen in der Philharmonie de Paris gegründet, der im September 2020 zum ersten Mal stattfand.
Gibault war als Vertreterin der pro-europäischen Mitte-Partei UDF von 2004 bis 2009 Abgeordnete im Europäischen Parlament, wo sie der Fraktion der Allianz der Liberalen und Demokraten für Europa angehörte. Sie war Mitglied im Ausschuss für die Rechte der Frau und die Gleichstellung der Geschlechter und im Ausschuss für Kultur und Bildung sowie Delegierte im Gemischten Parlamentarischen Ausschuss EU-Bulgarien. Nach der Auflösung der UDF schloss sie sich der liberalen Kleinpartei Alliance citoyenne pour la démocratie en Europe – Avenir démocrate an, die von ihrem Europaparlaments-Kollegen Jean-Marie Cavada geleitet wird. Von 2010 bis 2021 war sie Mitglied des Conseil économique, social et environnemental, eines französischen Verfassungsorgans, das in beratender Funktion am Gesetzgebungsprozess teilnimmt.

## Werke (Auswahl)
- La musique à mains nues : Itinéraire passionné d'une femme chef d'orchestre, Paris, Éditions L'Iconoclaste, 2010, 180 S. (ISBN 978-2-913366-28-2)

## Preise und Auszeichnungen (Auswahl)
- 2017: Ordre des Arts et des Lettres (Komtur)[9]
- 2016: Offizier der Ehrenlegion[10]
- 2006: Offizier des Ordre national du Mérite[11]
- Offizier des Ordre des Palmes Académiques
- 2005: Ehrendoktor der Université catholique de Louvain (UCL)[12]